# Europske sveučilišne igre
Europske sveučilišne igre (eng.European Universities Games) višesportski su događaj u sportskom sustavu Europskog akademskog sportskog saveza (EUSA - European University Sports Association) na kojem sudjeluju europski studenti-sportaši, reprezentativci sveučilišta, veleučilišta i visokih škola koji su ostvarili kvalifikacijski plasman na natjecanje temeljem ostvarenih rezultata u nacionalnom sveučilišnom sustavu natjecanja.
Od prvog izdanja 2012. godine u Córdobi, do sada najveće Igre bile su 3. Europske sveučilišne igre koje su se u srpnju 2016. godine održavale u Zagrebu i Rijeci okupivši 4746 natjecatelja s 403 sveučilišta iz 41 europske države s nadmetanjima u 23 sporta. Drugo izdanje Igara održano je 2014. u Rotterdamu, četvrto 2018. u Coimbri, dok su posljednje, 6. Europske sveučilišne igre održane 2022. godine u poljskom gradu Łódźu. Sljedeće, sedmo izdanje najveće manifestacije europskog studentskog sporta održava se od 12. do 24. srpnja 2024. godine u mađarskim gradovima Debrecinu i Miškolcu.
Za predstavnike hrvatskih sveučilišta pojedinačno je najplodonosniji bio nastup na domaćem terenu tijekom Europskih sveučilišnih igara Zagreb – Rijeka 2016. kada se ukupno šest naših visokoškolskih institucija okitilo odličjima, pri čemu se po broju odličja ističe Sveučilište u Zagrebu. Uz domaćinstvo ESI-ja 2016. godine, što je najveći događaj koji je do sada ugostio, Hrvatski akademski sportski savez dobio je domaćinstvo devetog izdanja Europskih sveučilišnih igara koje će se održati 2028. godine u Splitu.

## O događaju
Europske sveučilišne igre konceptualno su najsličnije FISU-ovim Svjetskim sveučilišnim igrama, Univerzijadama, s natjecanjima u različitom broju sportova, ovisno o godini održavanja, uz nekoliko tisuća sudionika iz brojnih država, no uz znatno manje zahtjevne infrastrukturne i organizacijske zahvate te za razlliku od Univerzijade, gdje se natječu države, na ESI-ju se međusobno natječu europska sveučilišta. 

### Pregled dosadašnjih izdanja EUSA Europskih sveučilišnih igara
| Godina | Izdanje | Domaćin                      | Vrijeme održavanja       | Broj država | Broj natjecatelja | Broj sportova |
| ------ | ------- | ---------------------------- | ------------------------ | ----------- | ----------------- | ------------- |
| 2012.  | 1.      | Córdoba, Španjolska          | 13. – 23. srpnja         | 32          | 2583              | 10            |
| 2014.  | 2.      | Rotterdam, Nizozemska        | 24. srpnja – 8. kolovoza | 34          | 2830              | 10            |
| 2016.  | 3.      | Zagreb i Rijeka, Hrvatska    | 12. – 25. srpnja         | 41          | 4786              | 23            |
| 2018.  | 4.      | Coimbra, Portugal            | 15. – 28. srpnja         | 38          | 4027              | 13            |
| 2020.  | 5.*     | Beograd, Srbija              | Otkazano                 | Otkazano    | Otkazano          | Otkazano      |
| 2022.  | 6.      | Łódź, Poljska                | 17. – 30. srpnja         | 37          | 4459              | 20            |
| 2024.  | 7.      | Debrecen i Miškolc, Mađarska | 12. – 24. srpnja         |             |                   |               |
| 2026.  | 8.      | Salerno, Italija             |                          |             |                   |               |
| 2028.  | 9.      | Split, Hrvatska              |                          |             |                   |               |
| 2030.  | 10.     | Granada, Španjolska          |                          |             |                   |               |

*Uslijed pandemije COVID-19, 5. Europske sveučilišne igre, koje su se trebale održati u Beogradu 2020. godine, isprva su odgođene za 2021. godinu, a zatim su otkazane.

## Uspjesi hrvatskih sveučilišta na dosadašnjim izdanjima Europskih sveučilišnih igara (2012. – 2022.)
Na dosadašnjim izdanjima Europskih sveučilišnih igara (ESI) održanima od 2012. do 2022. godine, studentski reprezentativci sveučilišta i veleučilišta iz Republike Hrvatske do sada su osvojili 136 medalja, od čega 52 zlatne, 37 srebrnih i 47 brončanih. Pritom daleko najveći broj osvojenih odličja otpada na Sveučilište u Zagrebu kao naše najmasovnije sveučilište s 34 zlata, 23 srebra i 29 bronci. Na drugom se mjestu nalazi Sveučilište u Splitu s 12 zlatnih, 6 srebrnih i 8 brončanih medalja, dok je na trećem mjestu Sveučilište u Rijeci s pet zlata te po sedam srebrnih i brončanih odličja. Sveučilište Josipa Jurja Strossmayera u Osijeku nalazi se na četvrtom mjestu ukupne ljestvice nastupa hrvatskih sveučilišta i veleučilišta na ESI prema olimpijskom rangiranju s jednom osvojenom zlatnom medaljom.
| ustanova                           | zlata | srebra | bronce | ukupno |
| ---------------------------------- | ----- | ------ | ------ | ------ |
| Sveučilište u Zagrebu              | 34    | 23     | 29     | 86     |
| Sveučilište u Splitu               | 12    | 6      | 8      | 26     |
| Sveučilište u Rijeci               | 5     | 7      | 7      | 19     |
| Sveučilište u Osijeku              | 1     | 0      | 0      | 1      |
| Veleučilište VERN'                 | 0     | 1      | 0      | 1      |
| Veleučilište u Karlovcu            | 0     | 0      | 1      | 1      |
| Zdravstveno veleučilište u Zagrebu | 0     | 0      | 1      | 1      |
| Sveučilište u Zadru                | 0     | 0      | 1      | 1      |
| zbroj                              | 52    | 37     | 47     | 136    |

### Pregled nastupa hrvatskih predstavnika na ESI

#### Prve Europske sveučilišne igre 2012. u Córdobi
Premijerno izdanje Europskih sveučilišnih igara održano je od 13. do 23. srpnja 2012. godini u španjolskom gradu Córdobi, a okupilo je 2583 natjecatelja iz 32 europske zemlje, koji su se natjecali u deset sportova. Hrvatski su predstavnici na tim Igrama osvojili samo jedno odličje, a radilo se o srebru Sveučilišta u Splitu koje je osvojila njihova muška košarkaška reprezentacija, kao prvoj hrvatskoj medalji s EUSA-inih Igara uopće.
| Ukupan broj hrvatskih odličja na ESI 2012. | zlata | srebra | bronce |
| Sveučilište u Splitu                       | 0     | 1      | 0      |

#### Druge Europske sveučilišne igre 2014. u Rotterdamu
Drugo izdanje EUSA-inih igara održano je u Rotterdamu od 24. srpnja do 8. kolovoza 2014. godine, okupivši 2830 natjecatelja i 174 sveučilišta iz 34 europske zemlje, koji su se natjecali u također deset sportova, kao na prvome izdanju Igara. U Nizozemskoj su nastupila ukupno 122 hrvatska sportaša kao reprezentativci četiriju sveučilišta i jednoga veleučilišta, što je najveća dotadašnja hrvatska delegacija, a na igrama u Rotterdamu u organizacijskom je volonterskom timu sudjelovao dio volontera iz Hrvatske koji su na drugo izdanje EUSA-inih Igara pristigli kako bi prikupili iskustvo za organiziranje ovoga događaja u Zagrebu i Rijeci 2016. godine.
Hrvatski su sportaši na drugim Europskim sveučilišnim igrama u Rotterdamu osvojili ukupno pet odličja. Momčad Veleučilišta VERN' tada je postala europski viceprvak u futsalu, nakon što su u finalu izgubili s 4:3 od pariške Sorbonne. Stolnotenisači Sveučilišta u Zagrebu osvojili su srebrno i brončano odličje, a broncama su se još okitile tenisačice Sveučilišta u Splitu te veslači osmerca Sveučilišta u Zagrebu.
| Ukupan broj hrvatskih odličja ESI 2014. | zlata | srebra | bronce |
| Sveučilište u Zagrebu                   | 0     | 1      | 2      |
| Veleučilište VERN'                      | 0     | 1      | 0      |
| Sveučilište u Splitu                    | 0     | 0      | 1      |

#### Treće Europske sveučilišne igre 2016. u Zagrebu i Rijeci
Najveće do tada održane Europske sveučilišne igre, treće po redu, održane su između 12. i 25. srpnja 2016. godine u Zagrebu i Rijeci u čak dvadeset i tri sporta, uključujući dva sporta za studente s invaliditetom, što je dvostruko i ukupno više sportova u programu natjecanja u odnosu na prva dva izdanja ESI-ja pojedinačno, ali i zajedno. Hrvatski sportaši osvojili su na Igrama 2016. godine ukupno 107 medalja, od čega najviše, njih šezdeset i pet predstavnici sudomaćina, Sveučilišta u Zagrebu, što je najveće hrvatsko sveučilište postavilo na prvo mjesto u ukupnom poretku po medaljama na cjelokupnim ESI-ju 2016., dok su studenti Sveučilišta u Splitu kao ukupno drugoplasirani među hrvatskim i ukupnim sveučilištima na Igrama, osvojili dvadeset i jedno, a reprezentativci Sveučilišta u Rijeci osamnaest odličja. Po jedno odličje osvojili su studenti reprezentativci Sveučilišta Josipa Jurja Strossmayera u Osijeku, Zdravstvenog veleučilišta u Zagrebu i Veleučilišta u Karlovcu. Osim sveučilišta i veleučilišta koja su osvajala medalje, na ESI-ju 2016. sudjelovali su još i Hrvatsko katoličko sveučilište, Rochester Institute of Technology Zagreb, Sveučilište u Dubrovniku, Sveučilište u Puli, Sveučilište Sjever, Veleučilište Karlovac, Veleučilište Lavoslav Ružička u Vukovaru, Veleučilište VERN, Visoka škola za menadžment u turizmu i informatici u Virovitici i Visoko učilište Algebra.
Reprezentativci Sveučilišta u Zagrebu osvojili su zlato u muškoj konkurenciji u futsalu, s finalnom utakmicom u izravnom prijenosu na Hrvatskoj radioteleviziji, dok su zlata u zagrebačku riznicu medalja još prikupljena na ženskoj košarci, judu i taekwondou, muškom plivanju, paraplivanju i golfu te para stolnom tenisu, karateu i veslanju u obje konkurencije. Studenti Sveučilišta u Splitu zlatne su medalje osvojili u plivanju i paraplivanju, kao i taekwondou te judu u ženskoj konkurenciji. Drugi sudomaćin Europskih sveučilišnih igara 2016., Sveučilište u Rijeci, upisao je rukometno zlato u ženskoj konkurenciji, jednako kao i vaterpolsko zlato u muškoj konkurenciji, uz dva zlata u paraplivanju te zlato u judo disciplini kata. U istoj je judaškoj disciplini svoje jedino zlato i uopće odličje s Igara 2016. osvojilo Sveučilište Josipa Jurja Strossmayera u Osijeku. 
Srebrna odličja na Igrama 2016. godine osvajaju košarkaška i vaterpolska momčad Sveučilišta u Zagrebu, odnosno predstavnici u plivanju i paraplivanju, karateu te para stolnom tenisu, dok u veslanju i taekwondou osvajaju srebra samo u muškoj konkurenciji. Predstavnici splitskog sveučilišta srebrno odličje osvojili su u košarci 3x3, jednako kao i paraplivanju te taekwondou, sportovima u kojima su i riječki studenti osvojili titule viceprvaka, uključujući srebro u ženskom vaterpolu.
Zagrebačko sveučilište osvaja brončano odličje u rukometu u konkurenciji studentica te broncu u odbojci na pijesku za konkurenciju studenata, a bronce osvajaju još u plivanju, parastolnom tenisu te karateu, golfu, veslanju i sportskom penjanju. Vaterpolisti Sveučilišta u Splitu okitili su se broncom, jednako kao i njihovi kolege u plivanju i paraplivanju, judu, taekwondou i veslanju, dok su studenti Sveučilišta u Rijeci bronce osvojili u judu i paraplivanju. Zdravstveno veleučilište u Zagrebu i Veleučilište u Karlovcu osvojilo je brončana odličja u taekwondou. 
Ove su igre nakratko evocirale duh velike zagrebačke Univerzijade iz 1987. godine, iako se radi o događaju značajno manjega razmjera, a kao svoje najveće nasljeđe ostavile su novoizgrađene paviljone studentskog doma na riječkom kampusu na Trsatu te potpunu obnovu paviljona u zagrebačkim studentskim naseljima Stjepan Radić (Sava) i Cvjetno naselje, što je u najvećoj mjeri realizirano europskim sredstvima.
| Ukupan broj hrvatskih odličja na ESI 2016.      | zlata | srebra | bronce |
| Sveučilište u Zagrebu                           | 30    | 18     | 17     |
| Sveučilište u Splitu                            | 11    | 5      | 5      |
| Sveučilište u Rijeci                            | 5     | 7      | 6      |
| Sveučilište Josipa Jurja Strossmayera u Osijeku | 1     | 0      | 0      |
| Zdravstveno sveučilište Zagreb                  | 0     | 0      | 1      |
| Veleučilište u Karlovcu                         | 0     | 0      | 1      |

#### Četvrte Europske sveučilišne igre 2018. u Coimbri
Reprezentacije i predstavnici hrvatskih sveučilišta ostvarili su izvrsne nastupe na četvrtom izdanju Europskih sveučilišnih igara, koje se održavalo u portugalskom sveučilišnom gradu Coimbri od 15. do 28. srpnja 2018. godine.  Na igrama je tijekom dva tjedna sudjelovalo 4000 sportaša s 350 sveučilišta iz 40 europskih zemalja, a od ukupno 13 sportova na Igrama predstavnici hrvatskih sveučilišta (11 ekipa), nastupili su na njih devet, a odličja su osvojena u čak pet sportova. U Coimbri našu su zemlju predstavljali Sveučilište u Zagrebu u badmintonu, judu i veslanju; Sveučilište u Splitu u nogometu (m); Sveučilište u Osijeku u odbojci (m); Sveučilište u Rijeci u odbojci (ž) i rukometu (ž); Sveučilište u Zadru u košarci 3x3 (ž), Sveučilište Sjever u košarci 3x3 (m) i stolnom tenisu (ž), Sveučilište u Dubrovniku u tenisu (m). 
Nogometno odličje zlatnoga sjaja u Coimbri pripalo je Sveučilištu u Splitu, koje je do ove velike pobjede i povijesnoga uspjeha došlo bez upisanog poraza, pobijedivši u finalu Smolensk State Academy iz Rusije minimalnim rezultatom od 1:0. Ženska odbojkaška ekipa Sveučilišta u Rijeci okitila se broncom, dok je nezanemariv nastup muške odbojkaške ekipe Sveučilišta Josipa Jurja Strossmayera u Osijeku koja je igrala izvrstan turnir i završila na visokom petom mjestu. Prava berba odličja u Coimbri 2018. godine dogodila se za ekipe Sveučilišta u Zagrebu, koje su za najveće hrvatsko sveučilište osvojile odličje u baš svakom sportu u kojem su nastupile. Prvu zagrebačku broncu osvojile su veslačice, da bi im se zatim na tronu pridružile badmintonašice, a izvrstan nastup našeg najvećeg sveučilišta upotpunile su dvije bronce u džudu.
| Ukupan broj hrvatskih odličja na ESI 2018. | zlata | srebra | bronce |
| Sveučilište u Zagrebu                      | 0     | 0      | 4      |
| Sveučilište u Splitu                       | 1     | 0      | 0      |
| Sveučilište u Rijeci                       | 0     | 0      | 1      |

#### Šeste Europske sveučilišne igre 2022. u Łódźu
Treći po veličini grad u Poljskoj i nekadašnji industrijski centar, Grad Łódź, bio je domaćin šestom izdanju najvećeg sveučilišnog sportskog događaja u Europi, EUSA-inim Europskim sveučilišnim igrama koje su se održavale od 17. do 31. srpnja 2022. godine i okupile 4459 sudionika s 422 sveučilišta iz 37 europskih zemalja. Europske sveučilišne igre tako su se još jednom održale u velikom formatu, približivši se prvi puta brojkom do sada najvećim igrama, onima održanima u Hrvatskoj 2016. godine, a reprezentativci naših triju sveučilišta osvojili su ukupno sedamnaest odličja. 
Ponajveći uspjeh zbog atraktivnosti turnira i respektabilne konkurencije ostvarila je momčad u futsalu Sveučilišta u Zagrebu, ponovivši uspjeh iz 2016. godine, ponovno se okitivši titulom europskoga prvaka, nakon dramatične pobjede 2:1 nad francuskim Sveučilištem Reims Champagne Ardenne, što je ujedno bila najposjećenija utakmica i sportski događaj tih cjelokupnih igara, za koju se tražila karta više. Rukometašice i rukometaši na pijesku Sveučilišta u Zagrebu osvojili su dvostruku titulu s dvije titule prvaka i zlatnim odličjima na igrama u Lodzu, tako nadmašivši uspjeh s europskog studentskog prvenstva iz 2019. godine, a još jedno je zlato upisano za Zagreb u ženskoj konkurenciji taekwondoa. Srebro su osvojile rukometašice Sveučilišta u Zagrebu, a za Zagreb su još upisana srebra u judu, karateu i kickboxingu. Sveučilište u Zadru osvojilo je brončanu medalju u plivanju, a sa Sveučilišta u Zagrebu brončane su bile odbojkašice, kao i predstavnici u karateu, taekwondou i kickboxingu.  Brončani su bili i nogometaši Sveučilišta u Splitu, koji nisu uspjeli obraniti titulu s prošlog izdanja Igara u Coimbri 2018. godine, a s našeg najvećeg jadranskog sveučilišta je u Lodzu 2022. upisana još jedna bronca u judu.
| Ukupan broj hrvatskih odličja na ESI 2022. | zlata | srebra | bronce |
| Sveučilište u Zagrebu                      | 4     | 4      | 6      |
| Sveučilište u Splitu                       | 0     | 0      | 2      |
| Sveučilište u Zadru                        | 0     | 0      | 1      |

## Vanjske poveznice
- ESI  na stranicama EUSA-e